# Foot Ball Club di Roma 1925-1926
Questa pagina raccoglie le informazioni riguardanti il Foot Ball Club di Roma nelle competizioni ufficiali della stagione 1925-1926.

## Divise
La divisa del Roman era costituita da maglia rossa con colletto a polo e bordi manica gialli, pantaloncini bianchi e calzettoni rossi con dettagli gialli. I portieri indossavano una maglia con colletto a polo gialla, pantaloncini bianchi e calzettoni gialli.
| Casa     | \| Portiere \| |
| Portiere |                |

## Rosa
Di seguito la rosa:
| N. |                   | Ruolo | Calciatore      |
| -- | ----------------- | ----- | --------------- |
|    | Italia (bandiera) | P     | Clementi        |
|    | Italia (bandiera) | D     | Guadagno        |
|    | Italia (bandiera) | D     | Liberi          |
|    | Italia (bandiera) | D     | Giovanni Nebbia |
|    | Italia (bandiera) | C     | Baralis         |
|    | Italia (bandiera) | C     | Giorgio Carpi   |
|    | Italia (bandiera) | C     | Fosso           |
|    | Italia (bandiera) | C     | Isnaldi         |

| N. |                     | Ruolo | Calciatore        |
| -- | ------------------- | ----- | ----------------- |
|    | Italia (bandiera)   | A     | Antonio Maddaluno |
|    | Ungheria (bandiera) | A     | Ignác Molnár      |
|    | Italia (bandiera)   | A     | Garbarino         |
|    | Italia (bandiera)   |       | Bonichi           |
|    | Italia (bandiera)   |       | Delfini           |
|    | Italia (bandiera)   |       | Esteri            |
|    | Italia (bandiera)   |       | Giannuzzi         |
|    | Italia (bandiera)   |       | Parmigiani        |

## Risultati

### Prima Divisione Laziale

#### Girone di andata
| Arbitro: | Cerchia (Roma) |

|                                                    |           |                      |
| Bernardini 1’ Fraschetti 10’, 20’ Filippi 42’, 80’ | Marcatori | 34’, 56’, 64’ Molnár |

| Arbitro: | Bianchi (Roma) |

|                   |           |  |
| Esteri 57’ (aut.) | Marcatori |  |

| Roma 3 gennaio 1926 3ª giornata | Pro Roma         | 0 – 2 A tav. referto | Roman | Campo Lungo Tevere Flaminio\| Arbitro: \| Cugnini (Ancona) \| |
| Arbitro:                        | Cugnini (Ancona) |                      |       |                                                               |

| Arbitro: | Paoletti (Roma) |

|                                          |           |            |
| Canestrelli 25’, 83’ Bianchi II 60’, 88’ | Marcatori | 90’ Molnár |

| Arbitro: | Reichlin (Napoli) |

|            |           |                                                            |
| Molnár 84’ | Marcatori | 25’ Andreani 50’ Chiocchini 55’, 60’ Battilana 80’ Brocchi |

#### Girone di ritorno
| Arbitro: | Bellucci (Roma) |

|               |           |            |
| Garbarino 90’ | Marcatori | 37’ Ottier |

| Arbitro: | Barionovi (Roma) |

|               |           |                                |
| Giannuzzi 70’ | Marcatori | 12’, 29’ Bukovi 22’, 88’ Degni |

| Arbitro: | Barionovi (Roma) |

|                                          |           |           |
| Esteri 5’ Maddaluno 10’ Preti 75’ (aut.) | Marcatori | 70’ Muzzi |

| Arbitro: | Cugnini (Ancona) |

|  |           |                                                                        |
|  | Marcatori | 15’ Delfini 30’ Sansoni III 32’ Bianchi I 35’ Canestrelli 40’ Scardola |

| Arbitro: | Bellucci (Roma) |

|                           |           |                             |
| Beniamini 15’ Brocchi 62’ | Marcatori | 33’ Garbarino 85’ Maddaluno |

## Statistiche
Statistiche aggiornate al 5 febbraio 2019.

### Statistiche di squadra
| Competizione    | Punti | In casa | In casa | In casa | In casa | In casa | In casa | In trasferta | In trasferta | In trasferta | In trasferta | In trasferta | In trasferta | Totale | Totale | Totale | Totale | Totale | Totale | DR  |
| Competizione    | Punti | G       | V       | N       | P       | Gf      | Gs      | G            | V            | N            | P            | Gf           | Gs           | G      | V      | N      | P      | Gf     | Gs     | DR  |
| --------------- | ----- | ------- | ------- | ------- | ------- | ------- | ------- | ------------ | ------------ | ------------ | ------------ | ------------ | ------------ | ------ | ------ | ------ | ------ | ------ | ------ | --- |
| Prima Divisione | 6     | 5       | 1       | 1       | 3       | 6       | 16      | 5            | 1            | 1            | 3            | 8            | 12           | 10     | 2      | 2      | 6      | 14     | 28     | -14 |
| Totale          | -     | 5       | 1       | 1       | 3       | 6       | 16      | 5            | 1            | 1            | 3            | 8            | 12           | 10     | 2      | 2      | 6      | 14     | 28     | -14 |

### Statistiche dei giocatori
| Giocatore    | Prima Divisione | Prima Divisione |
| Giocatore    | Presenze        | Reti            |
| ------------ | --------------- | --------------- |
| Baralis      | 8               | 0               |
| G. Carpi (I) | 2               | 0               |
| Clementi     | 10              | -28             |
| Delfini      | 5               | 0               |
| Esteri       | 10              | 1               |
| Fosso        | 10              | 0               |
| Garbarino    | 10              | 2               |
| Giannuzzi    | 3               | 1               |
| Guadagno     | 6               | 0               |
| Isualdi      | 8               | 0               |
| Liberi       | 9               | 0               |
| A. Maddaluno | 10              | 2               |
| I. Molnár    | 5               | 5               |
| Morandi      | 1               | 0               |
| G. Nebbia    | 7               | 0               |
| Parmeggiani  | 4               | 0               |
| Toniotti     | 2               | 0               |